# Павлюк Тарас Миколайович
Тара́с Микола́йович Павлю́к (12 липня 1969, с. Рясники Гощанського району Рівненської області — 27 травня 2022, смт Комишуваха Сєвєродонецького району Луганської області) — український військовослужбовець Збройних сил України, учасник російсько-української війни.

## Життєпис
Народився 12 липня 1969 р. в селі Рясниках Гощанського району Рівненської області. Двоюрідний онук вітчизняного літератора, учасника Української революції 1917—1921 рр. Антіна Павлюка.
Закінчив Рясницьку НСШ, Рівненське СПТУ-38, механічний факультет Київського технологічного інституту харчової промисловості. Служив у прикордонних військах, після цього протягом 5 років працював начальником ТЕЦ Бабино-Томахівського цукрозаводу. Член Народного Руху України з 1990 р., один із засновників Гощанського районного осередку НРУ. Брав участь у Революції гідності. До 2014 р. жив із підприємницької діяльності. Учасник АТО, воїн-доброволець. Як механік-водій МТЛБ «мотолиги»), служив у танковій роті «Холодний Яр» полку «Азов», затим упродовж тривалого часу — водій фури в Західній Європі. Після 24 лютого 2022 р. повернувся з Бельгії додому та добровільно пішов на фронт. Служив у бригадній розвідці 24-ї окремої механізованої бригади ім. короля Данила, молодший сержант.
Загинув у результаті масованого артилерійсько-мінометного обстрілу поблизу селища Комишувахи (Луганська область), північніше міста Попасної.

## Нагороди
За особисту мужність і самовідданість, виявлені у захисті державного суверенітету та територіальної цілісності України, вірність військовій присязі нагороджений орденом «За мужність» ІІІ ступеня (2023 р., посмертно).

## Вшанування пам'яті
14 жовтня 2022 року на стіні школи с. Рясники відкрито меморіальну дошку Антіну й Тарасові Павлюкам.